# Masakazu Yamazaki

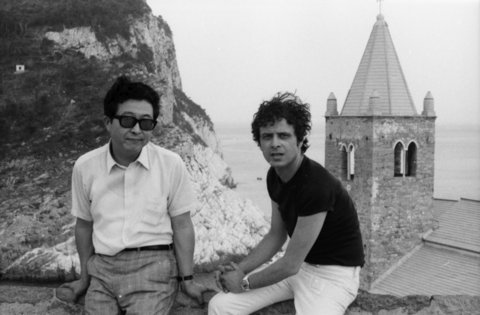
Masakazu Yamazaki mit Gian Pietro Calasso

Masakazu Yamazaki (japanisch 山崎 正和, Yamazaki Masakazu; * 26. März 1934 in Kyōto; † 19. August 2020 in der Präfektur Hyōgo) war ein japanischer Dramatiker, Literaturkritiker und Philosoph.

## Leben und Karriere
Der 1934 in Kyōto geborene Yamazaki wuchs während des Zweiten Weltkrieges in der Mandschurei auf und studierte Philosophie mit den Schwerpunkten Ästhetik und Kunstgeschichte an der Universität Kyōto. Nach der Erlangung des Doktorgrades setzte er seine Ausbildung von 1965 bis 1967 an der Yale University fort, wo er auch unterrichtete. Nach seiner Rückkehr nach Japan unterrichtete er an der Kansai-Universität und bis zu seiner Emeritierung an der Universität Ōsaka. 1972 gründete er mit Minoru Betsuyaku und Toshifumi Sueki die Theatergruppe Te no Kai, für die er u. a. die Stücke Fune wa Hosen yo (舟は帆船よ) und Mokuzō Haritsuke (木像磔刑) schrieb.
Außerdem verfasste Yamazaki Literaturkritiken, Schriften über ästhetische Fragen und geschichtliche Themen sowie literaturgeschichtliche Werke u. a. über Mori Ōgai (鴎外 戦う家長, Ōgai tatakau kachō; 1972). In englischer Übersetzung erschien u. a. sein Werk über das Nō-Theater On the Art of the Nō Drama: The Major Treatises of Zeami, in deutscher Übersetzung Die Entstehung eines sanften Individualismus. Zur Ästhetik der Konsumgesellschaft.
Für sein erstes großes Drama Zeami (世阿弥) über den Begründer des mittelalterlichen Nō-Theaters, Zeami Motokiyo, erhielt er 1963 den Kishida-Kunio-Preis. 1975 wurde er für Yamiagari no Amerika (病みあがりのアメリカ) mit dem Mainichi-Kulturpreis in der Kategorie Kultur und Gesellschaft ausgezeichnet. Im Jahr 1984 erhielt er den Yomiuri-Literaturpreis für Oedipus shōten (オイディプス昇天, Oidipusu shōten) und den Yoshino-Sakuzō-Preis für Yawarakai kojinshugi no tanjō (柔らかい個人主義の誕生). 2006 wurde er als Person mit besonderen kulturellen Verdiensten (Bunka Kōrōsha) geehrt, 2011 erhielt er den Preis der Japanischen Akademie der Künste „für seine langjährigen Verdienste um das Schauspiel und als Kritiker“. 2018 wurde er mit dem Kulturorden geehrt.